# Tetropina
Tetropina és un gènere d'insectes plecòpters pertanyent a la família dels pèrlids que es troba a Malèsia, incloent-hi Borneo.

## Taxonomia
- Tetropina fulgescens (Enderlein, 1909)
- Tetropina kraepelini (Klapálek, 1921)
- Tetropina larvata Klapálek, 1909[5][6][7]